# Jon Johanson

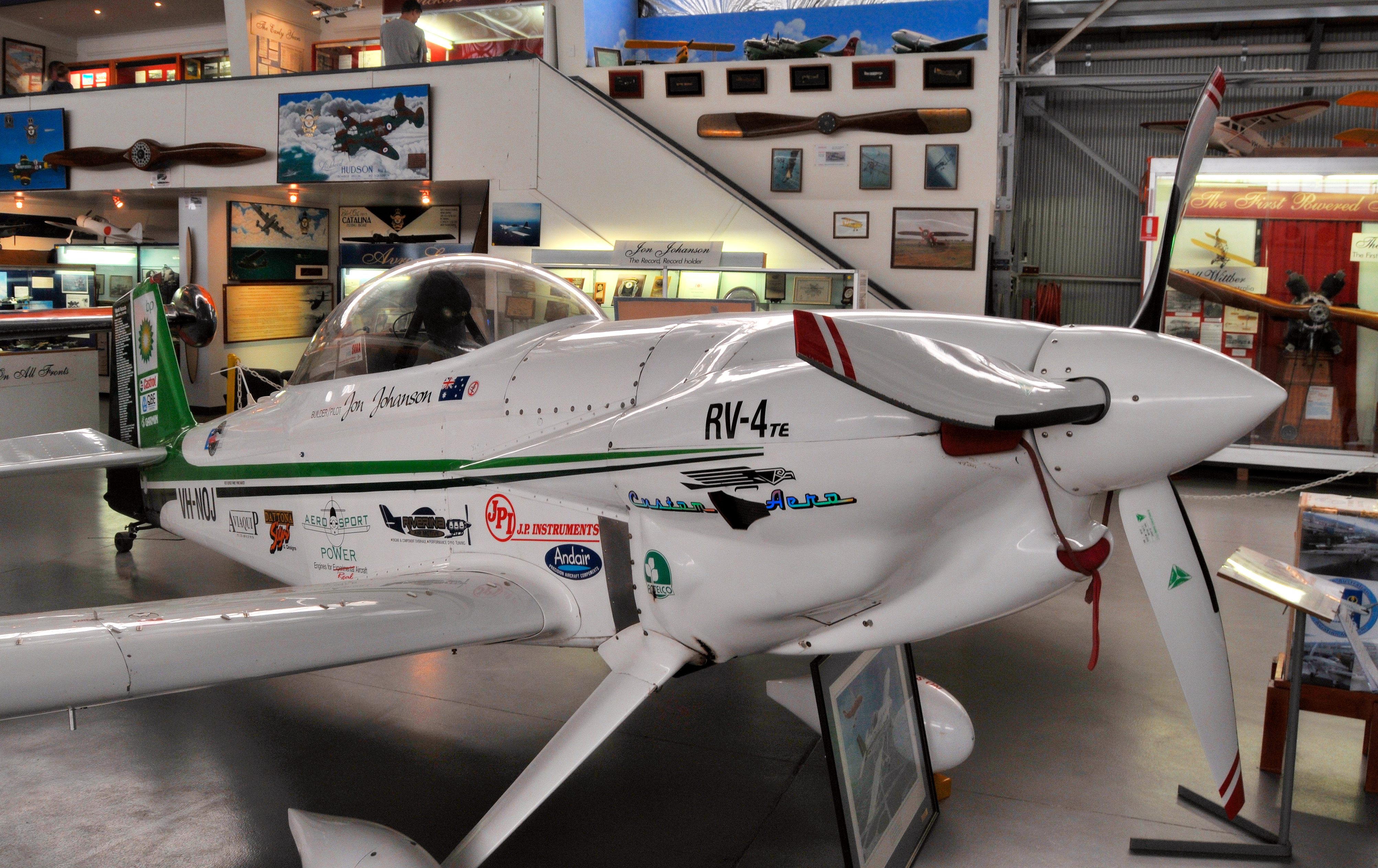
O RV-4 de Jon Johanson em exibição no museu de aviação de Port Adelaide em 2009

Jon Johanson (nascido em 1956) é um aviador australiano conhecido pelos seus voos pioneiros num Van's Aircraft RV-4 construído em casa.

## Infância
Johanson nasceu em 1956 em Warburton, Vitória, o terceiro de quatro filhos. O seu pai era um fazendeiro em Bairnsdale, East Gippsland. Johanson voou pela primeira vez aos 2 anos, e depois a família mudou-se para Horsham, onde o seu interesse pela aviação cresceu.

## Voos
Em 1995 Johanson voou no sentido oeste-leste ao redor do mundo e fez uma escala em Oshkosh, Wisconsin, na Experimental Aircraft Association. Em 1996 fez outra escala novamente em Oshkosh, Wisconsin, altura em que realizou o seu segundo voo ao redor do mundo, desta vez no sentido leste-oeste. No seu terceiro voo ao redor do mundo em 2000, Johanson estabeleceu quatro recordes mundiais de aviação. Quando ele estava a voar sobre o Pólo Norte, o ar frio quebrou o seu para-brisa.
Em 2003 fez o primeiro voo solo numa aeronave monomotor construída em casa sobre o Pólo Sul . Depois de pousar na estação de McMurdo-Scott, ele ficou preso quando a base, não querendo encorajar futuros voos privados, recusou-se a vender-lhe combustível. Depois de uma doação de combustível da colega aventureira Polly Vacher, ele conseguiu voar para a Austrália via Nova Zelândia.

## Prémios e recordes
Em 2004 Johanson foi premiado com a FAI Gold Air Medal pela Fédération Aéronautique Internationale (FAI); é um dos maiores prémios da organização. Na época ele detinha 47 recordes mundiais da FAI. No mesmo ano, Johanson também foi nomeado o Aventureiro do Ano pela Australian Geographic Society.